# Jeep Commander
Jeep Commander — 5 або 7-місний позашляховик, який вперше був представлений в автосалоні Нью-Йорка в 2005 році.

## Перше покоління (2005-2010)

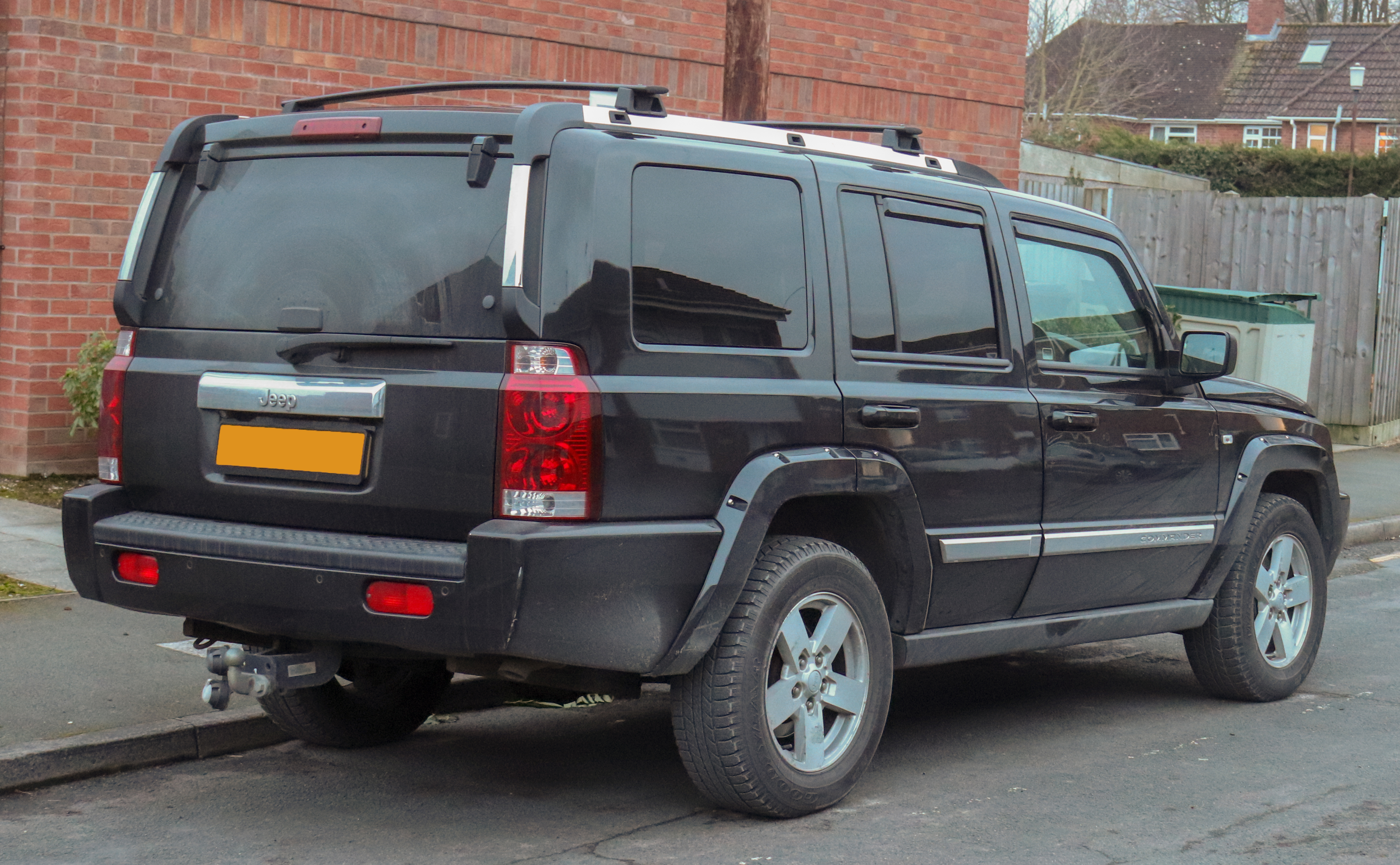
Jeep Commander (2005-2010)

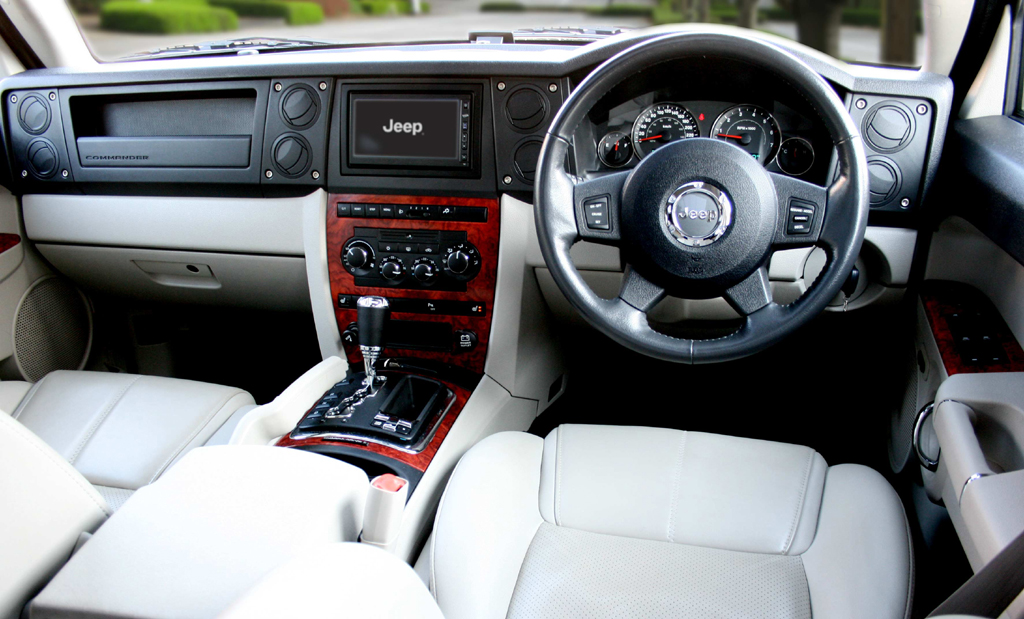
Салон

Автомобіль отримав незалежну передню підвіску, у задній частині встановлена 5-важільна підвіска із стабілізатором поперечної стійкості.
В базову комплектацію новключена електронна система курсової стійкості ESP.
Для Jeep Commander доступні дві нові системи повного привода. Система Quadra-Trac II із понижуючим рядом передач, електронним контролем блокування міжосьового диференціала і системою пригальмовування пробуксовуючих коліс 4 BTC. Система Quadra-Drive II із рядом передач, електронним контролем блокування 3-х диференціалів: міжосьового, переднього і заднього мостів.
Базова модель постачається з 3.7-літровим V6 двигуном на 210 к.с. Витрачає він 14.7 л/100 км у змішаному циклі. Більш потужний 4.7-літровий V8 на 231 к.с. розжене позашляховик за 9.5 с. Витрати палива перебувають на рівні 14.8 л/100 км у змішаному циклі. Версія двигуна на 303 к.с. з повним приводом розженеться за 9.0 с. Витрата палива становить 13.9 л/100 км у змішаному циклі. Окремо представлений 5.7-літровий V8 на 326 к.с. З ним позашляховик розженеться за 7.4 с. Витрачає Commander 15.5 л/100 км у змішаному циклі. Пару всім двигунам складає 5-ступінчаста АКПП. 

### Безпека
В 2010 році Jeep Commander тестувався Національною Адміністрацією Безпеки Дорожнього Руху (NHTSA):
| Водій | Пасажир |
| ----- | ------- |
| 5     | 5       |

### Двигуни
- 3.0 L OM642 V6 turbo diesel
- 3.7 L PowerTech V6
- 4.7 L PowerTech V8
- 5.7 L Hemi V8

## Друге покоління (з 2018)

### Grand Commander для Китаю (з 2018)

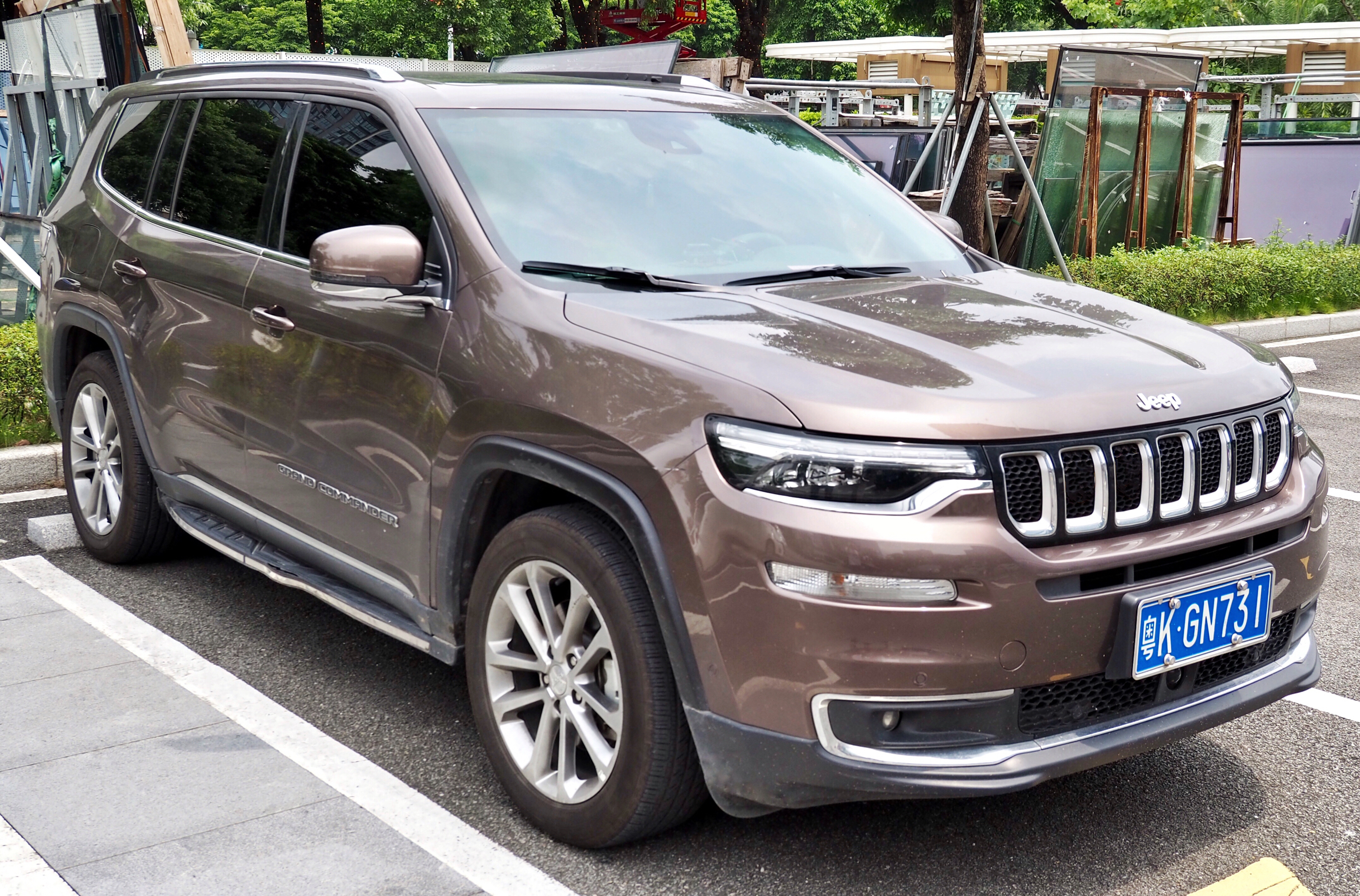
Jeep Grand Commander

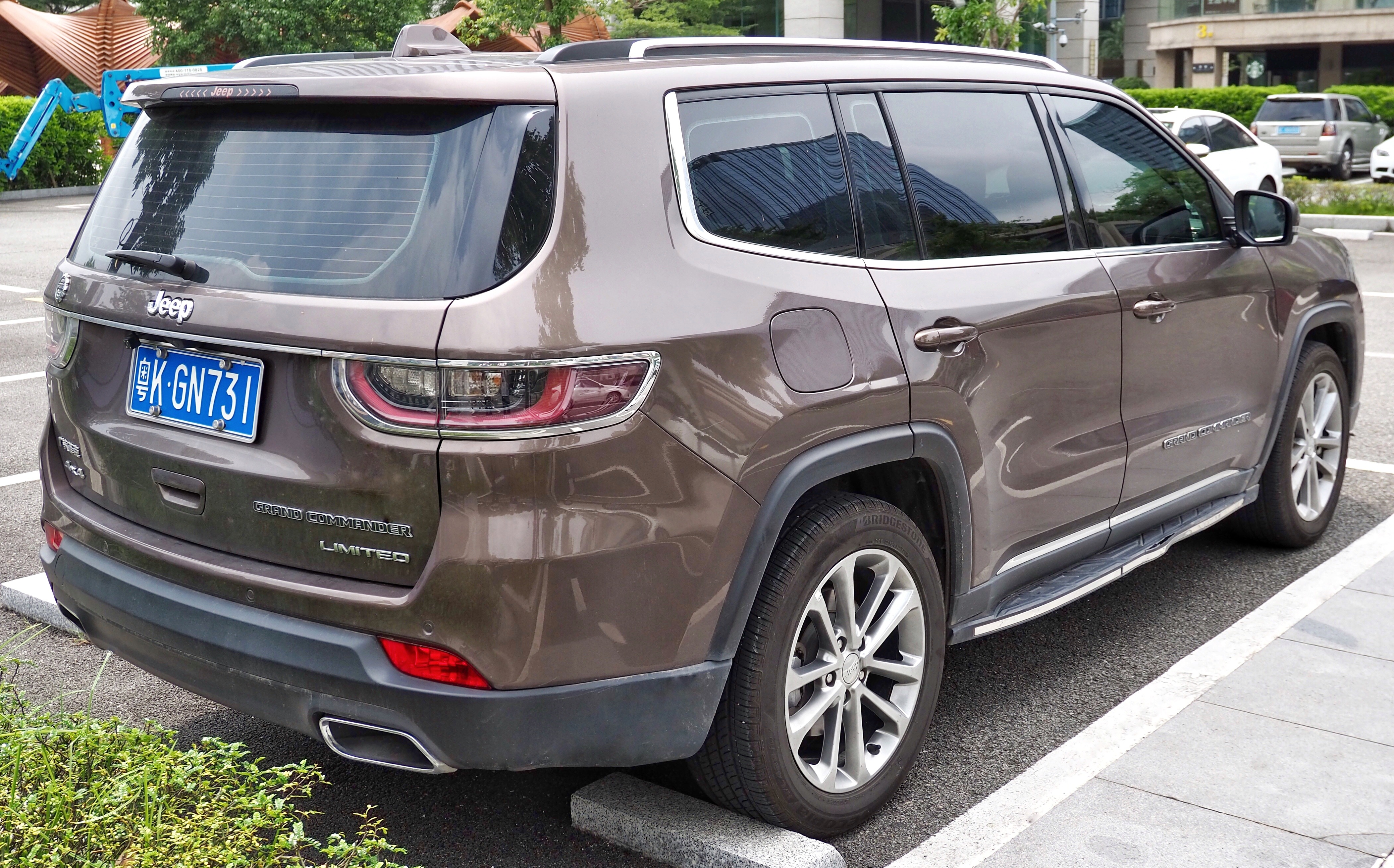

В червні 2018 року для китайського ринку дебютував семимісний кросовер Jeep Grand Commander з турбодвигугом 2.0 л GME T4 Hurricane I4, розташованим поперечно, побудований на платформі FCA Compact Wide, що й Jeep Cherokee.
Довжина, ширина, висота - 4873 × 1892 × 1738 мм, колісна база - 2800 мм.
Виробництво моделі налагоджено на спільному підприємстві GAC FCA в окрузі Чанша (Китай).
В липні 2018 року дебютувала п'ятимісна версія під назвою Jeep Commander.

#### Двигуни
- 2.0 L GME T4 Hurricane I4 234 к.с. 350 Нм
- 2.0 L GME T4 Hurricane I4 265 к.с. 400 Нм
- 2.0 L PHEV GME T4 Hurricane I4 230 к.с. 311 Нм + 2 електродвмгуни на 121 к.с. 315 Нм і 90 к.с. 117 Нм

### Commander для Латинської Америки (з 2021)

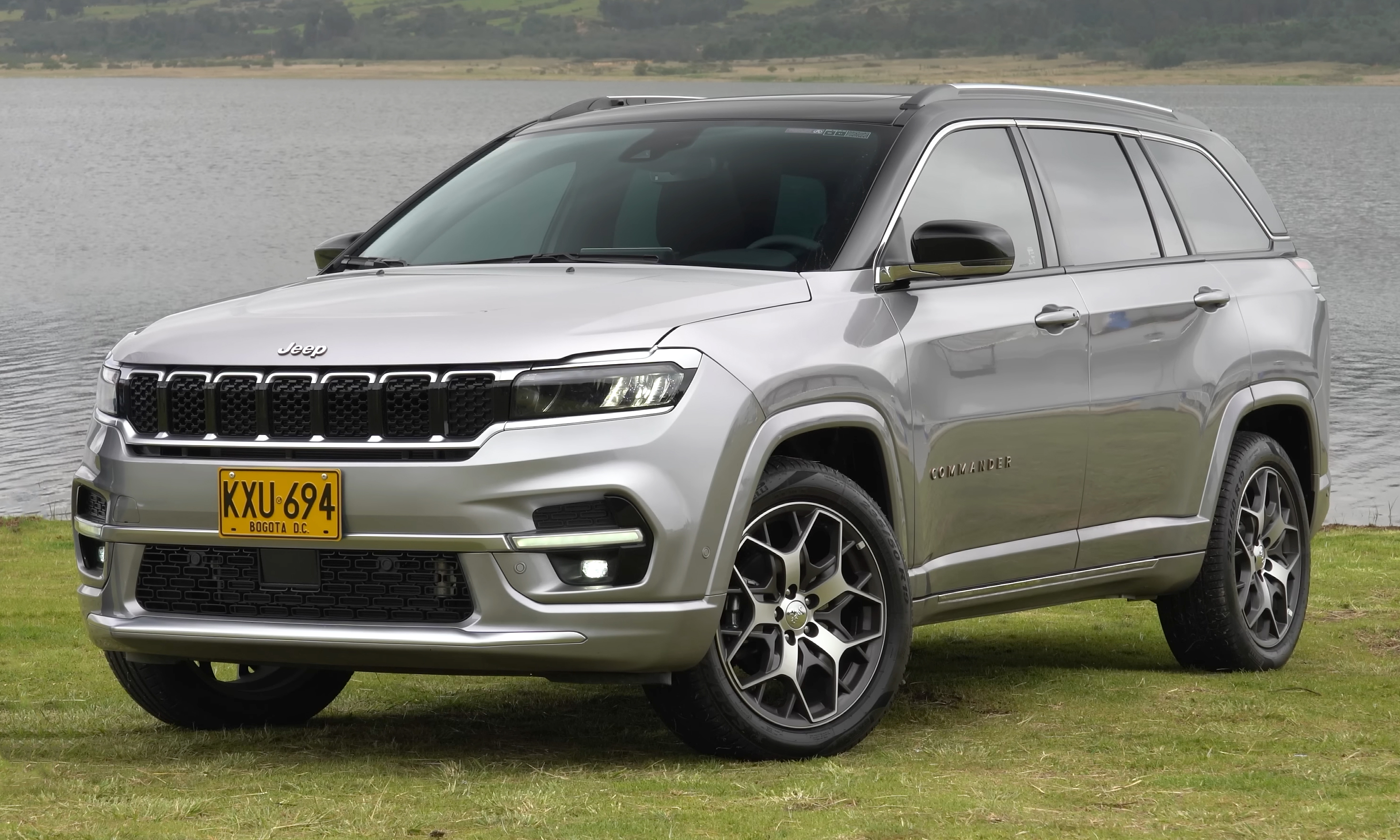
Jeep Commander Limited

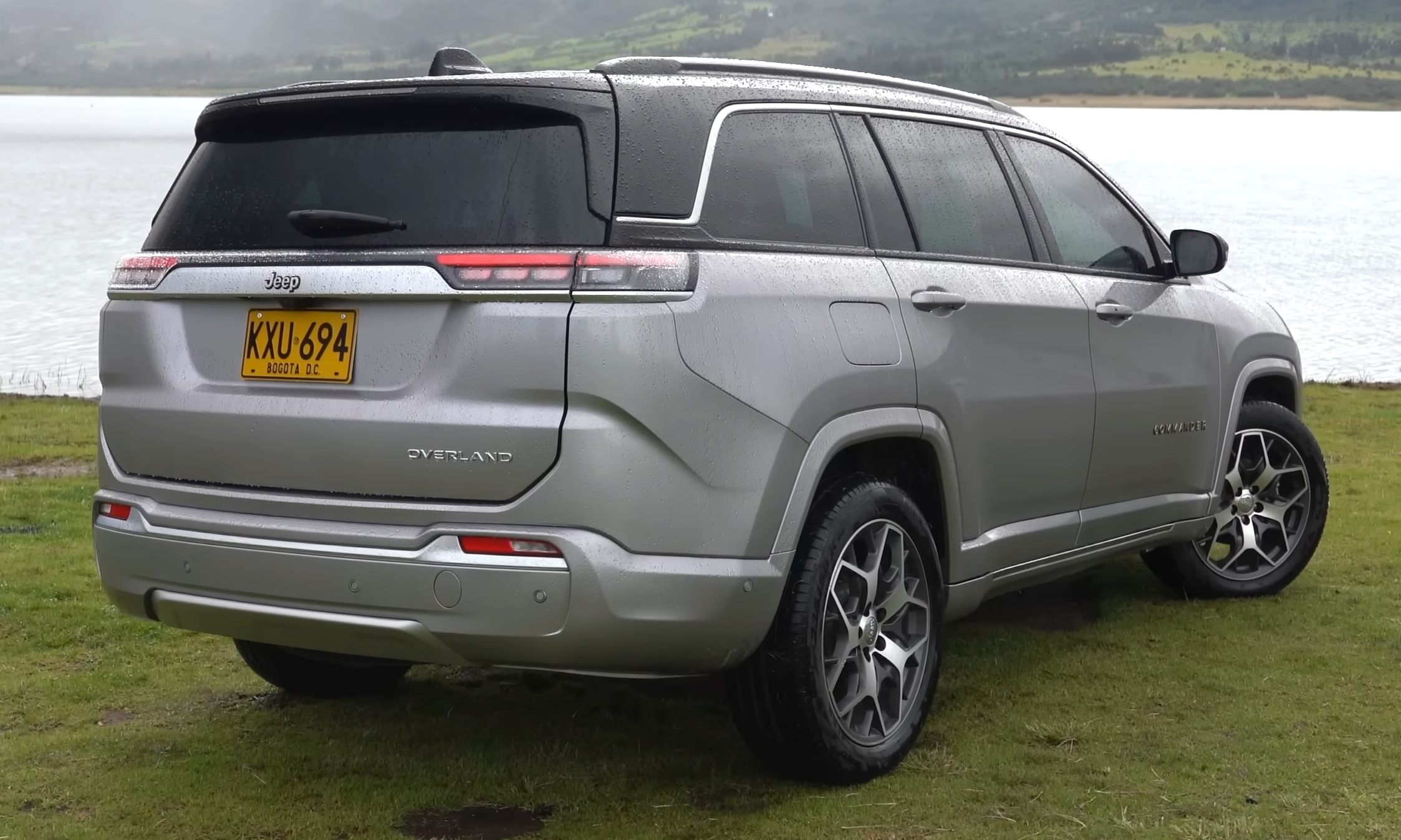
Jeep Commander Limited

Jeep представив нове покоління Commander у серпні 2021 року. Відтепер він базується на платформі GM Fiat Small Wide 4x4 від Jeep Compass (MP) і продається лише як семимісний у Південній Америці та Індії (як Jeep Meridian). Приводиться в рух 1,3-літровим бензиновим двигуном потужністю 185 к.с. і переднім приводом, або 2,0-літровим дизельним двигуном з потужністю 170 к.с.

#### Двигуни
- 1.3 L GSE T4 I4 turbo
- 2.0 L Multijet II I4 turbo diesel

## Продажі
| Рік  | Продажі в США |
| ---- | ------------- |
| 2006 | 88,497        |
| 2007 | 63,027        |
| 2008 | 27,694        |
| 2009 | 12,655        |
| 2010 | 8,115         |
| 2011 | 105           |